# Eburodacrys ayri
Eburodacrys ayri es una especie de escarabajo longicornio del género Eburodacrys, tribu Eburiini, subfamilia Cerambycinae. Fue descrita científicamente por Galileo & Martins en 2006.

## Descripción
Mide 10 milímetros de longitud.

## Distribución
Se distribuye por Colombia.